# 葛米星
葛米星（Gurmit Ottawan Singh，1965年3月24日—）是新加坡新傳媒私人有限公司旗下經紀合約男藝人。平常他主要是主持新傳媒5頻道的英語節目，但偶爾會在新傳媒8頻道的華語節目中亮相。葛米星是一位混血兒，他的父親是祖籍旁遮普邦的印度裔人，而母親則是華日混血兒。他最為悉知的角色，是在新傳媒5頻道播出的處境喜劇《鬼马家族》（Phua Chu Kang Pte Ltd，從1998年至2006年，共八季）的“Phua Chu Kang”一角。

## 演藝經歷
葛米星在亞洲電視大獎上多次入圍“最佳喜剧男演员”獎，目前為止共得獎五次。2007年，葛米星憑電影《我在政府部門的日子》，入圍第44届金馬獎“最佳男主角”，其他入圍者包括《色｜戒》的梁朝伟、《C+侦探》的郭富城和《落叶归根》的赵本山這是金馬獎史上第一位入圍該獎項的新加坡人，也是第一位非華裔入圍者。此外，葛米星也多次入圍新加坡華語電視頒獎典禮紅星大獎二十大最受歡迎男演員，然而這是有爭議性的，因為他的戲劇主力是在新加坡英語頻道（新傳媒5頻道），在華語頻道新傳媒8頻道及新傳媒U頻道的出現次數頗低。

## 家庭
葛米星的妻子Melissa Wong（華裔新加坡人，祖籍廣東）自1995年2月結婚至今，育有長女Gabrielle、次子Elliot和幼女Mikaela。

## 演出作品

### 電視劇（新傳媒5頻道）
- 1997年：Can I Help You
- 1998年-2006年：Phua Chu Kang Pte Ltd（《鬼馬家族》） (Season 1-8) 飾 Phua Chu Kang
- 1998年：Shiver - A Place Where All Children Go & Year of the Tiger 飾 父親
- 2002年：Living With Lydia|Living With Lydia（《肥肥一家親》）Season 2 飾 Phua Chu Kang（客串）
- 2002年：The Amazing Race 3 飾 Phua Chu Kang（葛米星本尊，客串）
- 2003年：Brothers 4 飾 Tony Chung
- 2003年：My Sister Harmie 飾 Rani Kaur的哥哥
- 2004年：Living With Lydia（《肥肥一家親》）Season 4 飾 Germit Singh（客串）
- 2005年：LifeLine 飾 CPT Daniel De Souza
- 2006年：ABC DJ 飾 Phua Chu Kang（客串）
- 2007年：LifeLine 2
- 2007年：Stories of Love - Big Day Out
- 2007年：80's Rewind 飾 Larry Goh
- 2007年：Parental Guidance II
- 2008-2009年：Calefare 飾 Andy Lau Hong
- 2008年至今：Cosmo & George 飾 Cosmo
- 2008年至今：Phua Chu Kang Sdn. Bhd. 飾 Phua Chu Kang

### 電視劇（新傳媒8頻道）
- 2001年：《大酒店》 The Hotel 飾 Phua Chu Kang（客串）
- 2003年：《我家四个宝》 Baby Boom
- 2005年：《天…使我爱你》 PS I Luv You
- 2005年：《哎哟我的妈》 Oh Mother

### 電視電影
- 2005年：Sitting Ducks

### 電影
- 2000年：Fire-Eater
- 2001年：One Leg Kicking（《一脚踢》）
- 2005年：《我在政府部门的日子》(Just Follow Law) 飾 林定水（阿水）
- 2005年：《左麟右李之我爱医家人》(We Are Family) 飾 Phua Chu Kang（客串）
- 2007年：Sumolah
- 2010年：Phua Chu Kang The Movie（《鬼马家族》电影版）
- 2011年：《大世界》 (It's a Great, Great World) （客串）
- 2013年：《德士当家》(Taxi! Taxi!) 飾 蔡博士（阿蔡）
- 2013年：《人人有份》(Everybody’s business) 飾 呂約翰（John Lu）

### 舞台劇／音樂劇
音樂劇
- 1998年：Beauty World
- 2000年：Phua Chu Kang
- 2005年：Phua Chu Kang

舞台劇
- 2010年：Cinderel-lah

### 節目主持
- 红星大奖2021颁奖人

## 音樂專輯／單曲

### 2020年
- Singapore Be Steady! - 2020年新加坡政府就COVID-19防疫措施推出之宣傳歌曲[5]

## 獎項

### 演技獎項
| 年份 | 頒獎典禮           | 獎項           | 劇集                   | 角色          | 結果 |
| ---- | ------------------ | -------------- | ---------------------- | ------------- | ---- |
| 1998 | 第3屆亞洲電視大獎  | 最佳喜劇男演員 | Phua Chu Kang Pte Ltd  | Phua Chu Kang | 獲獎 |
| 1999 | 第4屆亞洲電視大獎  | 最佳喜劇男演員 | Phua Chu Kang Pte Ltd  | Phua Chu Kang | 獲獎 |
| 2000 | 第5屆亞洲電視大獎  | 最佳喜劇男演員 | Phua Chu Kang Pte Ltd  | Phua Chu Kang | 獲獎 |
| 2001 | 第6屆亞洲電視大獎  | 最佳喜劇男演員 | Phua Chu Kang Pte Ltd  | Phua Chu Kang | 獲獎 |
| 2002 | 第7屆亞洲電視大獎  | 最佳喜劇男演員 | Phua Chu Kang Pte Ltd  | Phua Chu Kang | 提名 |
| 2003 | 第8屆亞洲電視大獎  | 最佳喜劇男演員 | Phua Chu Kang Pte Ltd  | Phua Chu Kang | 獲獎 |
| 2007 | 第44届金馬獎       | 最佳男主角     | 《我在政府部門的日子》 | 林定水        | 提名 |
| 2007 | 第12屆亞洲電視大獎 | 最佳喜劇男演員 | Phua Chu Kang Pte Ltd  | Phua Chu Kang | 提名 |
| 2013 | 第1屆金箏獎        | 最佳男主角     | 《鬼馬家族》           | Phua Chu Kang | 提名 |

### 其他獎項
獲得
- 2002年：红星大奖2002十大最受欢迎男艺人
- 2003年：红星大奖2003十大最受欢迎男艺人
- 2003年：People At The Peak (2nd Edition)
- 2004年：Favourite Local Actor (LIME Magazine)
- 2005年：红星大奖2005十大最受欢迎男艺人
- 2006年：红星大奖2006十大最受欢迎男艺人
- 2007年：红星大奖2007十大最受欢迎男艺人

入圍
- 2004年：红星大奖2004二十大最受欢迎男艺人
- 2008年：红星大奖2008二十大最受欢迎男艺人
- 2009年：红星大奖2009二十大最受欢迎男艺人
- 2010年：红星大奖2010二十大最受欢迎男艺人
- 2011年：红星大奖2011二十大最受欢迎男艺人

## 外部連結
- MediaCorp Artiste Gurmit Singh 葛米星
- 葛米星的X（前Twitter）
- 葛米星的Facebook專頁